# Кузнецов, Георгий Миронович
Георгий Миронович Кузнецов (12 июня 1929, Москва — 1994) — ученый-металловед, разработчик методов термодинамических расчетов многокомпонентных диаграмм состояния. Доктор технических наук, профессор кафедры металловедения МИСиС.

## Биография
В 1951 г. окончил Московский институт цветных металлов и золота и поступил в аспирантуру при кафедре металловедения цветных металлов. В 1955 году защитил кандидатскую диссертацию «Исследование процессов модифицирования структуры бинарных сплавов путем введения добавок».
С 1959 по 1967 год старший научный сотрудник НИИ «Сапфир».
С 1967 г. доцент МИСиС. В 1973 защитил докторскую диссертацию «Исследование в области материаловедения контактов металл-полупроводник».
С 1974 по 1994 г. профессор кафедры металловедения цветных металлов. Читал курсы: «Физика металлов и физические свойства», «Кристаллизация и модифицирование сплавов».

## Научная деятельность
Один из создателей сплавов-припоев полупроводник — металл. Разработал оригинальные методики термодинамического расчета многокомпонентных диаграмм состояния и построил множество таких диаграмм.
Автор (соавтор) более 100 статей и 10 авторских свидетельств, 12 учебных пособий.
Основные публикации:
- Металловедение. Раздел: Диаграммы состояния двухкомпонентных систем : Курс лекций для студентов спец. 11.02 / Г. М. Кузнецов; Моск. ин-т стали и сплавов, Каф. металлургии цв. металлов. — М. : МИСИС, 1988 (1989). — 113 с. : ил.; 21 см.
- Металловедение. Раздел «Диаграммы состояния трехкомпонентных систем» : Курс лекций для студентов спец. 11.02 / Г. М. Кузнецов; Моск. ин-т стали и сплавов, Каф. металлургии цв. металлов. — М. : МИСИС, 1988 (1989). — 75 с. : ил.; 20 см.
- Физика металлов [Текст] : Разд. «Термодинамика сплавов» : Курс лекций / Моск. ин-т стали и сплавов. Кафедра металловедения цвет., редких и радиоактивных металлов. — Москва : [б. и.], Ч. 1. — 1976. — 60 с. : ил.
- Физика металлов [Текст] : Разд. «Термодинамика сплавов» : Курс лекций / Моск. ин-т стали и сплавов. Кафедра металловедения цвет., редких и радиоактивных металлов. — Москва : [б. и.], 1976-. — 20 см. Ч. 2. — 1977. — 130 с. : ил.
- Кузнецов Г. М., Побежимов П. П., Нефедова Л. П., Белов Е. В. Особенности формирования структуры и свойств литейных Аl-Mg-сплавов, легированных скандием// Металловедение и термическая обработка металлов. 1996. No. 6. С. 30-32.
- Кузнецов Г. М., Барсуков А. Д., Абас М. И. Исследование растворимости Mn, Cr, Ti и Zr в алюминии в твердом состоянии // Изв. вузов. Цветная металлургия. 1983. № 1. С.96-100.
- Кузнецов Г. М., Федоров В. Н., Роднянская А. Л., Николаева И. В. Исследование диаграммы состояния системы Cu-Zr // Изв. вузов. Цв. металлургия. 1978. № 6. С. 91-93.
- Кузнецов Г. М., Барсуков А. Д., Кривошеева Г. Б. Расчет фазовых равновесий системы Al-Zn// Изв. АН СССР. Металлы. 1986. № 5. С. 198—200.
- Бочвар А. А., Кузнецов Г. М. О зависимости отношения теплоты плавления к температуре плавления от порядкового номера элемента // Доклады АН СССР, 1954, т. ХСVIII, вып. 2, 227—228

## Признание
- Заслуженный работник высшей школы Российской Федерации[источник не указан 1832 дня]
- Лауреат Премии Совета Министров СССР[источник не указан 1832 дня]